# オープンフォーマット
オープンフォーマット（英: open format）は、通常、非営利の標準化団体が管理し、利用が自由で法的な制約がなく、公開されているファイルフォーマットの仕様を指す。オープンフォーマットはオープン標準の一部である。プロプライエタリソフトウェアでもFOSSでも実装可能である。一方、プロプライエタリフォーマットは特許権や著作権で保護されたファイルフォーマットであり、それをリバースエンジニアリングによって相互運用可能にすることについては立場によって様々な考え方がある。オープンフォーマットの目的は、法的にも技術的にも将来に渡って長期的なデータへのアクセスを保証することである。また、プロプライエタリ・フォーマットが競合製品を排除して特定ベンダーが市場を占有するのを助長するのに対して、オープンフォーマットは競争状態のある健全な市場を形成する。各国政府はオープンフォーマット問題に注目するようになりつつある。

## オープンフォーマットとオープンソース
オープンフォーマットとFOSS（フリー/オープンソース・ソフトウェア）の関係は誤解されていることが多い。多くのプロプライエタリソフトウェアがオープンフォーマットを利用しており、同時にFLOSSであってもプロプライエタリフォーマットを使っている。例えば、HTML は World Wide Web で一般に使われているオープンフォーマットのマークアップ言語だが、マイクロソフトの Internet Explorer のようなプロプライエタリなブラウザでも使われているし、Mozilla Firefox のようなフリー/オープンソースのブラウザでも使われている。一方、OpenOffice.org はフリー/オープンソースのオフィススイートだが、OpenDocument などのオープンフォーマットだけでなく、マイクロソフトのプロプライエタリな DOC 形式 も扱える。企業によってはファイルフォーマットを公表することでサードパーティやハードウェアベンダーがリーダーやライターを開発できるようにし、そのフォーマットの普及を促進させている。例えば、アドビシステムズのPDFやマイクロソフトのRTFがある。しかし、プロプライエタリフォーマットの中には何らかの特許によって保護されているものもあり、（少なくとも、GNU General Public Licenseなどのライセンス条件では）フリー/オープンソースの実装が妨げられている。そのようなフォーマットが競争を妨げているという批判もある。

## オープンフォーマットの例
- OASIS OpenDocument Format for Office Applications（オフィススイート用共通フォーマット）
- PDF（文書フォーマット）
- EPUB（電子書籍フォーマット）
- LaTeX（文書マークアップ言語）
- DVI（ページ記述言語）
- TXT（フォーマットされていないテキスト）
- HTML/XHTML（マークアップ言語）
- OpenEXR（画像フォーマット）
- PNG（ラスタ画像フォーマット）
- SVG（ベクタ画像フォーマット）
- VRML/X3D（リアルタイム3次元データフォーマット）
- FLAC（音声フォーマット）
- MP4(動画フォーマット)
- Ogg - Vorbis、Opus、FLAC、Speex（音声フォーマット）とTheora（ビデオフォーマット）のコンテナ
- XML（マークアップ言語）
- ZIPと7Z（データ圧縮フォーマット）
- Markdown(文書作成フォーマット及びメモ記述フォーマット)